# Nordbahnhof, Berlin
Nordbahnhof (ty. 'Norra järnvägsstationen') var Berlins stora norra järnvägsstation och slutstation för tåg som kom norrifrån till Berlin. Stationen invigdes år 1842, då under namnet Stettiner Bahnhof. Idag fortsätter järnvägen under jord i Berlin Nord-Süd-Tunnel under centrala Berlin och vidare söderut förbi Anhalter Bahnhof (som var södra Berlins stora järnvägsstation). Station Nordbahnhof trafikeras idag enbart av S-bahn (pendeltåg) med en underjordisk station med fyra spår som invigdes 1936. Ovanpå Nordbahnhof har flera stora kontorskomplex byggts.  Mellan 1961 och 1990 var stationen en spökstation då inga tåg stannade på stationen på grund av Berlinmuren. Idag trafikerar även flera spårvagnslinjer utanför Nordbahnhof förutom S-bahn. Vid utgång Gartenstrasse finns Berlinmurens dokumentationscentrum.

## Bilder

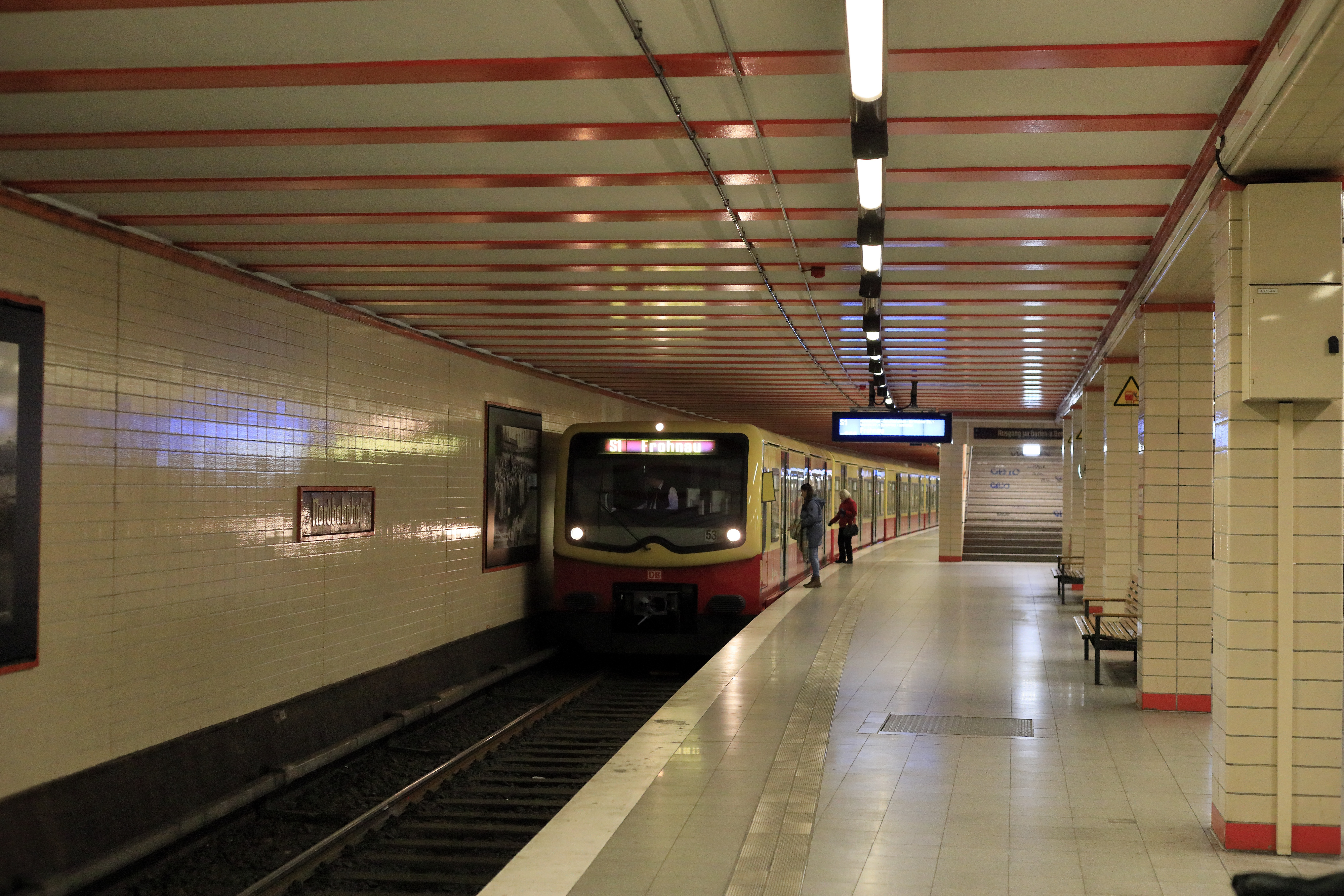
S-Bahnstation från 1936
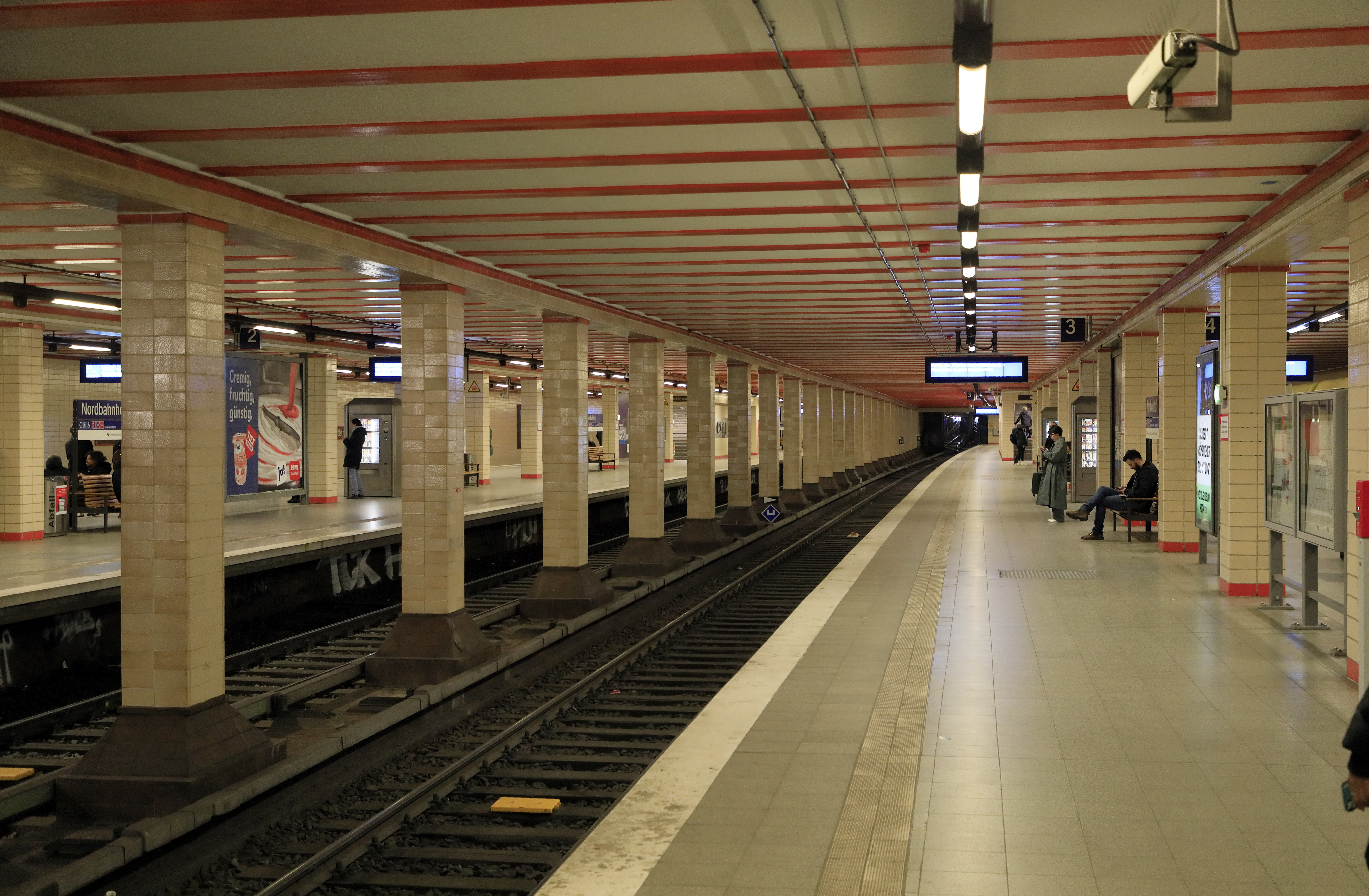
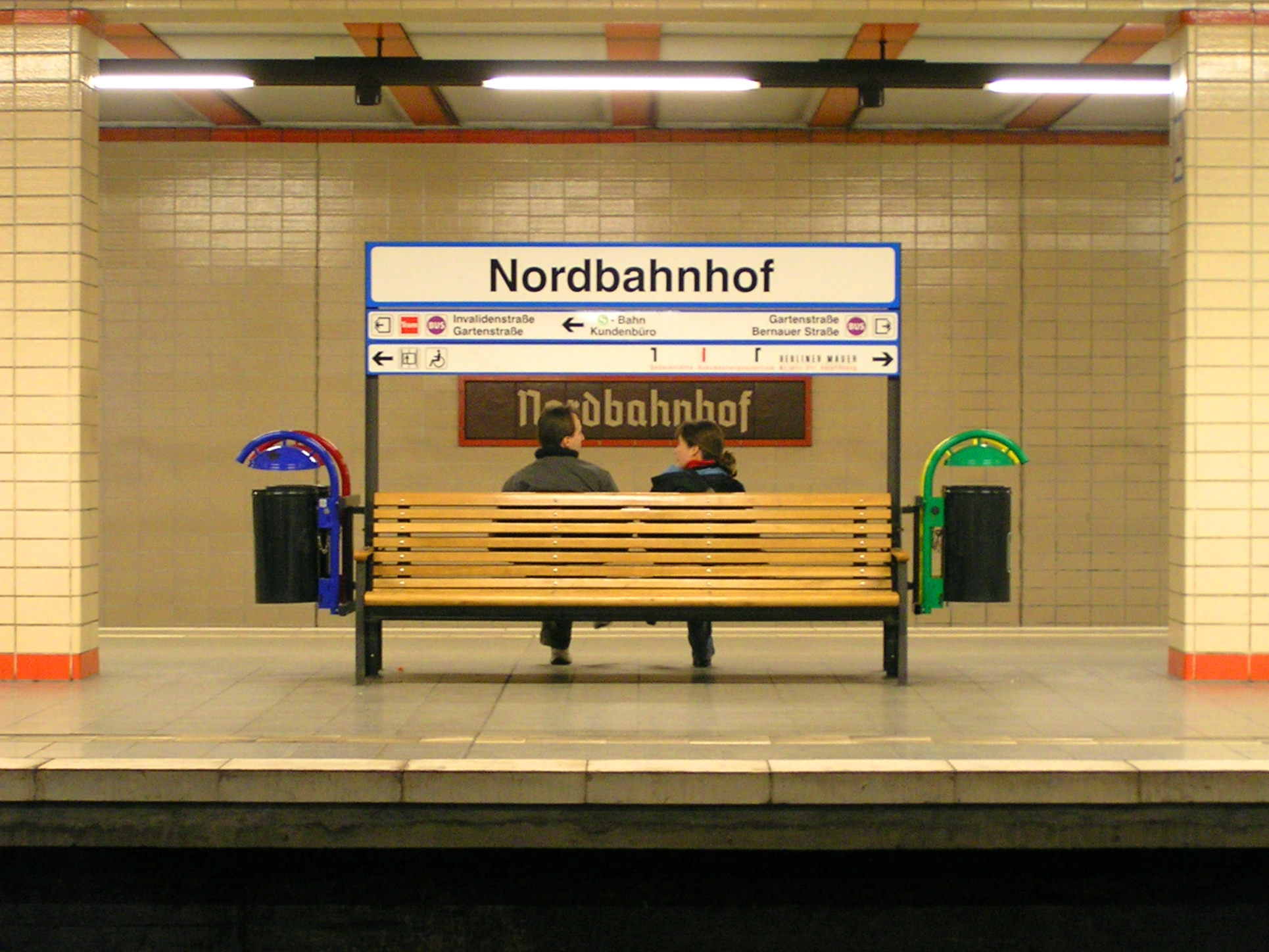
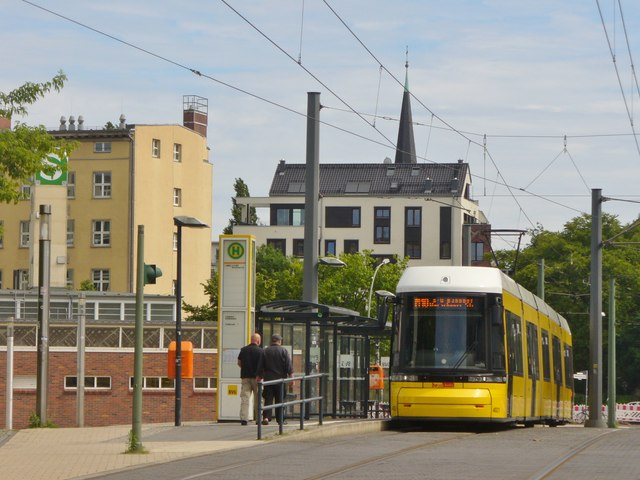
Spårvagn ansluter
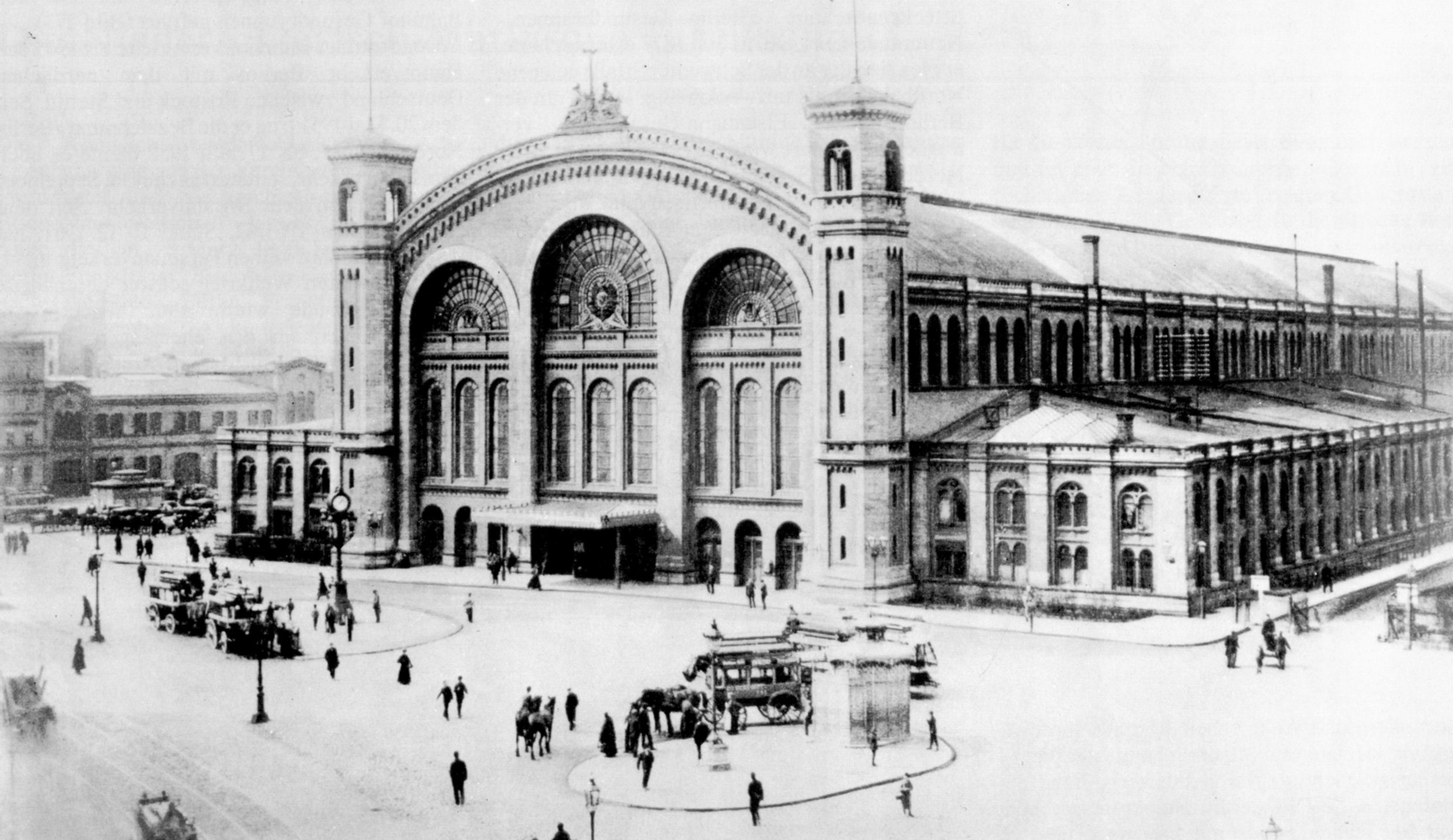
Stettiner-Bahnhof 1875, senare bytte stationen namn till Berlin Nordbahnhof.
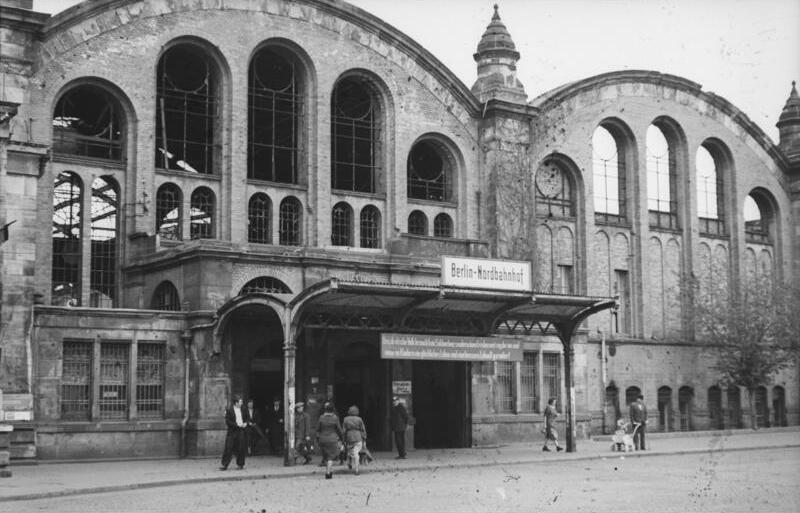
Gamla stationsbyggnaden, bild från 1952
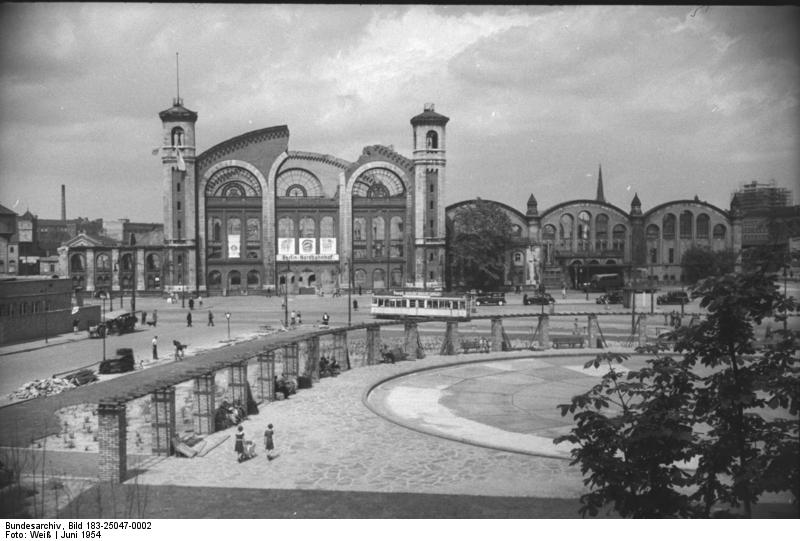
Gamla stationsbyggnaden, delvis skadad efter kriget, bild från 1954
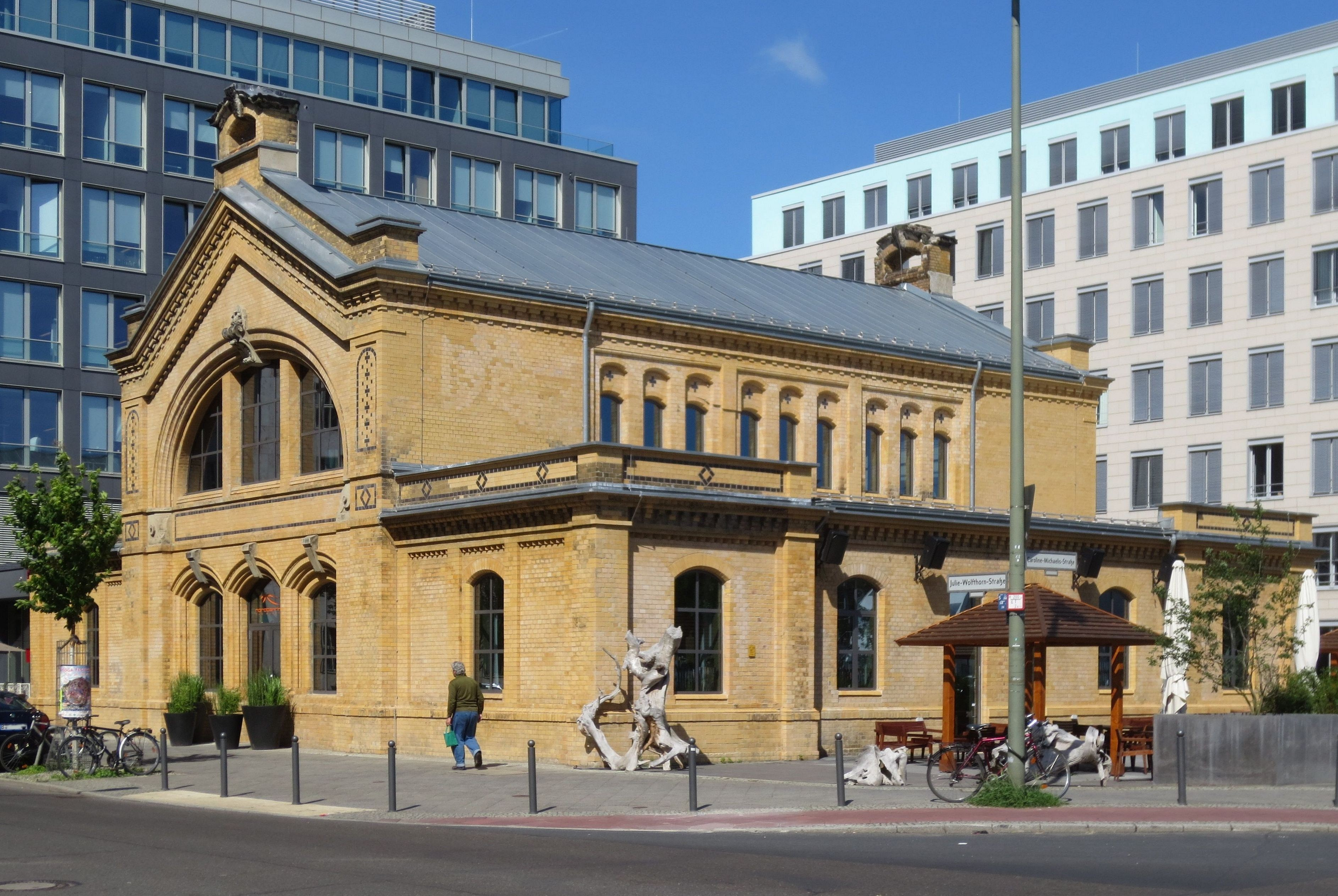
Denna byggnad är det enda som finns kvar av den gamla stationsbyggnaden från 1842